# Station Witkowo Pyrzyckie
Station Witkowo Pyrzyckie is een spoorwegstation in de Poolse plaats Witkowo.